# Le Formidable
Die Le Formidable (früherer Name unter anderem Oceandiva Classic) ist ein Veranstaltungsschiff, das Ende der 1950er Jahre auf der Berninghaus-Werft in Köln am Rhein gebaut wurde.

## Geschichte

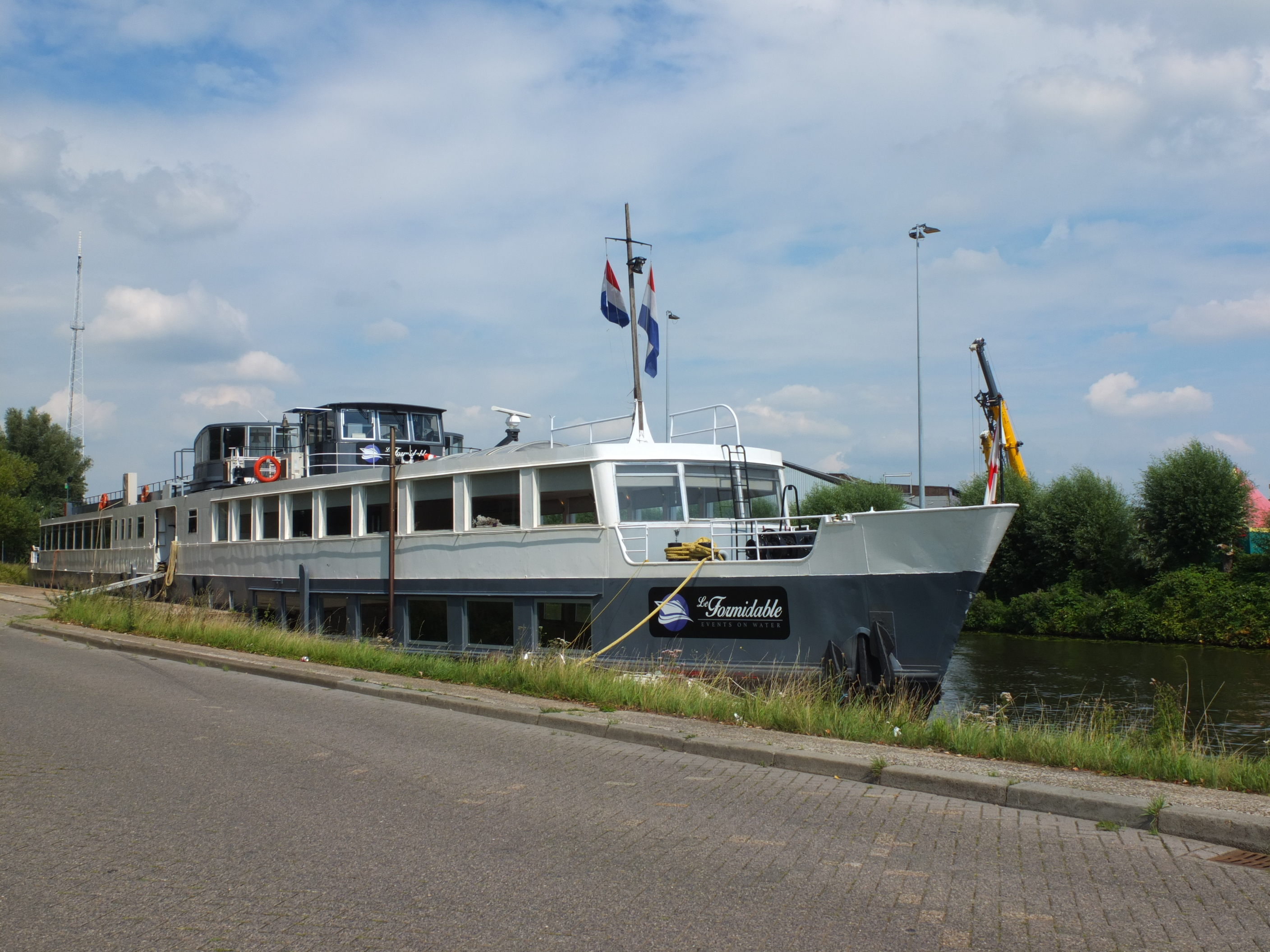
Die Le Formidable im August 2015 im Belcrumhaven in Breda

Das Ausflugsschiff wurde nach seiner Fertigstellung von der Köln-Düsseldorfer Deutsche Rheinschiffahrt als Hessen zunächst auf der Mosel und dem Rhein und später bis Mitte der 1990er Jahre als Frankfurt auch auf dem Main eingesetzt.
Der damalige Eigner Ocean Diva BV in Amsterdam betrieb das in Oceandiva Classic umbenannte Schiff von 2010 bis 2012 als Teil einer Reihe von Veranstaltungsschiffen wie die Oceandiva Original (1996) und die Oceandiva Futura (1997) in verschiedenen niederländischen Städten.
Nach mehreren Wechseln der Eigner fuhr das Schiff ab 2015 als Le Formidable. Der Eigner war zu diesem Zeitpunkt Marc Geerts und der Heimathafen Breda. Geerts vermarktete das Schiff als innovatives Mini-Kreuzfahrtkonzept für Luxus-Partyshops und Wochenendkreuzfahrten für junge Erwachsene ab 30 Jahren. Im Mai 2017 gab er das Schiff auf und verkaufte es später an den in den Niederlanden ansässigen iranischen Millionär Salar Azimi. Das Schiff verfiel und wurde unter anderem von Junkies und als Übernachtungsgelegenheit von Obdachlosen genutzt. Azimi wurde von der Gemeinde, die ihn zuvor zum Entfernen des Schiffes aufgefordert hatte, mit Bußgeldern belegt, bis er es 2019 von seinem Liegeplatz in unmittelbarer Nähe des Belcrumhavens in Breda Noord entfernen und in eine Schleusenanlage in Oosterhout schleppen ließ.

## Zwischenfälle
Im März 2019 löste sich die Vertäuung des Schiffs, so dass es sich im Kanal des Belcrumhavens querlegte und diesen komplett blockierte. Ein Bergungsunternehmen verbrachte das Schiff mit einer Winde an seinen ursprünglichen Liegeplatz.